# Court-Saint-Étienne
Court-Saint-Étienne (in vallone Coû-Sint-Stiene) è un comune belga di 9 547 abitanti, situato nella provincia vallona del Brabante Vallone.